# Philipp Heinrich Bökler
Philipp Heinrich Bökler (* 15. Dezember 1718 in Straßburg; † 1759) war Arzt, Anatom und Professor für Medizin in Straßburg. Er war Mitglied der Gelehrtenakademie „Leopoldina.“
Philipp Heinrich Bökler studierte Medizin in Straßburg. Er wurde dort zum Doktor der Medizin promoviert. 1741 publizierte er in Straßburg eine Arbeit zu zehn kontroversen Themen in der Medizin. Er wurde außerordentlicher Professor der Medizin in Straßburg. Er war Anatom, Chirurg und Pathologe. Er wurde am 20. August 1755 unter dem akademischen Beinamen HERAKLIDES III. in die Gelehrtenakademie „Leopoldina“ aufgenommen (Matrikel-Nr. 597). Seine Konfessionszugehörigkeit war vermutlich lutherisch. Bökler verstarb im Jahr 1759 vermutlich in Straßburg.

## Werke
- Decadem thesium medicarum controversarum, Argentoratum (Straßburg) Heitz 1741.
- De somni meridiani salubritate, Argentoratum (Straßburg) Heitz 1741.
- Diss. med. de thyreoideae thymi atque suprarenalium glandularum in homine nascendo et nato functionibus, Argentoratum (Straßburg) Pauschingerus 1753.